# Walter Markgraf
Lothar August Walter Markgraf (Svizzera, 1865 – Fiandre, 1915) è stato un religioso tedesco di fede buddista, cofondatore della Deutsche Pali-Gesellschaft. Da novizio gli fu dato il nome di Dhammanusari (il Veritiero).

## Biografia

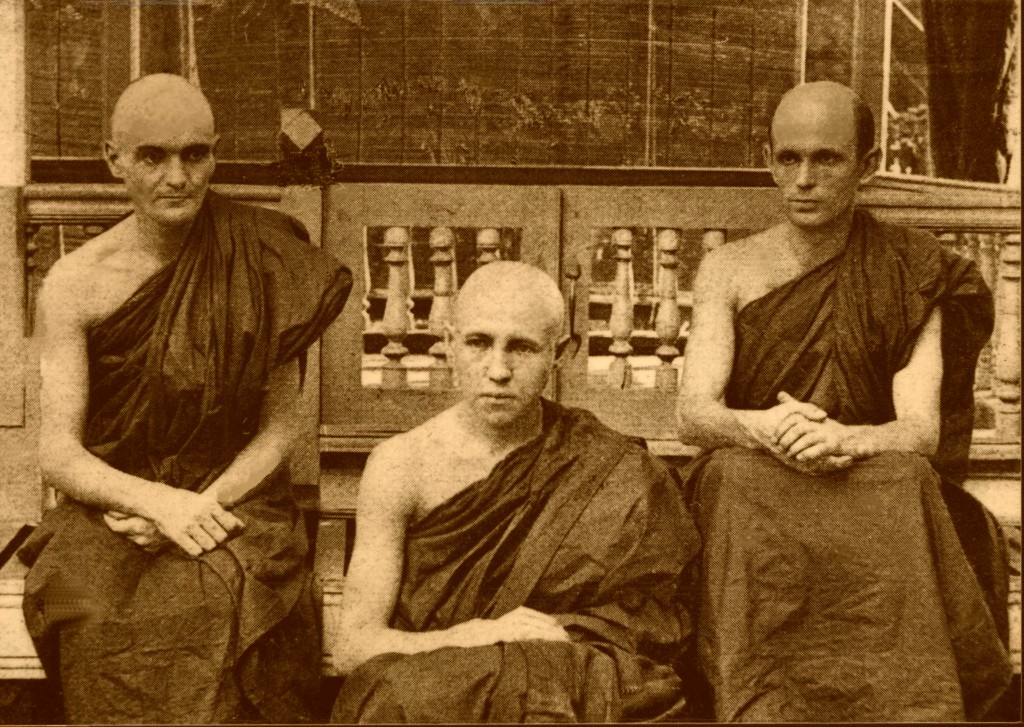
Da sinistra: Silacara, Dhammanusari e Nyanatiloka, (Burma, 1907).

Nel 1907 Walter Markgraf si recò in Birmania dove incontrò Nyānatiloka, che aveva già accettato tre europei come suoi monaci e discepoli: Markgraf divenne il quarto di loro. Nyanatiloka scrisse di lui nella sua autobiografia: 
Nel 1908 tornò in Europa come laico.
Il 12 settembre 1909, Walter Markgraf, Karl Seidenstücker, Karl Strünckmann, Wolfgang Bohn e Franz-Joseph Bauer fondarono la Deutsche Pali-Gesellschaft di cui fu presidente fino al 9 ottobre 1910. Quando il 18 aprile 1911 l'intero consiglio si dimise a causa di divergenze con Karl Seidenstücker, divenne di nuovo presidente. Nel maggio 1913 lasciò l'incarico, fatto che determinò lo scioglimento della società.
Secondo un necrologio pubblicato sotto pseudonimo nel 1919, sarebbe stato ucciso nelle Fiandre nell'autunno del 1915.

## Attività editoriale

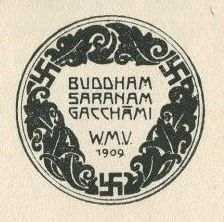
Logo editoriale nel 1912

Il 1º luglio 1909 fondò a Lipsia la Buddhistischen Verlag Walter Markgraf (Casa editrice buddista Walter Markgraf), una casa editrice e libreria antiquaria specializzata nel buddismo, nell'orientalistica e nella filologia orientale. L'insegna semicircolare del 1909 raffigura un uomo nudo che spinge contro un muro. 
Il sigillo circolare del 1911, con un motivo floreale e tre svastiche (simbolo di felicità nel Buddismo), recita: buddham saranam gacchami, che significa "Prendo rifugio in Buddha", riportando sotto la sigla "W.M.V." e, sotto ancora, il numero 1909. Nel sigillo circolare del 1913, con un bordo frastagliato, le lettere W, M e V sono sovrapposte, con il numero 19 a sinistra della M e 09 a destra della M.
La casa editrice pubblicò anche le Veröffentlichungen der Deutschen Pali-Gesellschaft; la rivista Buddhistische Welt (cui Markgraf contribuì personalmente (l'ultimo numero del 1913 è intitolato Indien und die buddhistische Welt); opuscoli della Lega Buddista, Buddhismus als Weltanschauung di Paul Dahlke, Die Bedeutung des Buddhismus für unsere Zeit, Aus dem Reich des Buddha. Sieben Erzählungen, Buddhismus als Religion und Mora, e gli opuscoli del buddista inglese Ananda Metteyya (1872-1923) sul buddismo (descritti in dettaglio da Hellmuth Hecker).
Egli stesso viveva a Breslavia, che è anche il luogo di pubblicazione dei suoi libri.
Dopo la guerra, i diritti della casa editrice e il magazzino editoriale furono trasferiti alla casa editrice del libraio ed editore di letteratura buddista Oskar Schloss, la Oskar-Schloss-Verlag di Neubiberg. Nella prefazione al suo catalogo editoriale del 1924, Oskar Schloss descriveva la sua casa editrice come "quella che ora è diventata il vero centro della letteratura buddista nei Paesi di lingua tedesca".

## Attività autoriale
Nel catalogo editoriale dell'Oskar-Schloss-Verlag del 1924, vengono proposti i suoi tre scritti, originariamente pubblicati da Markgraf stesso:

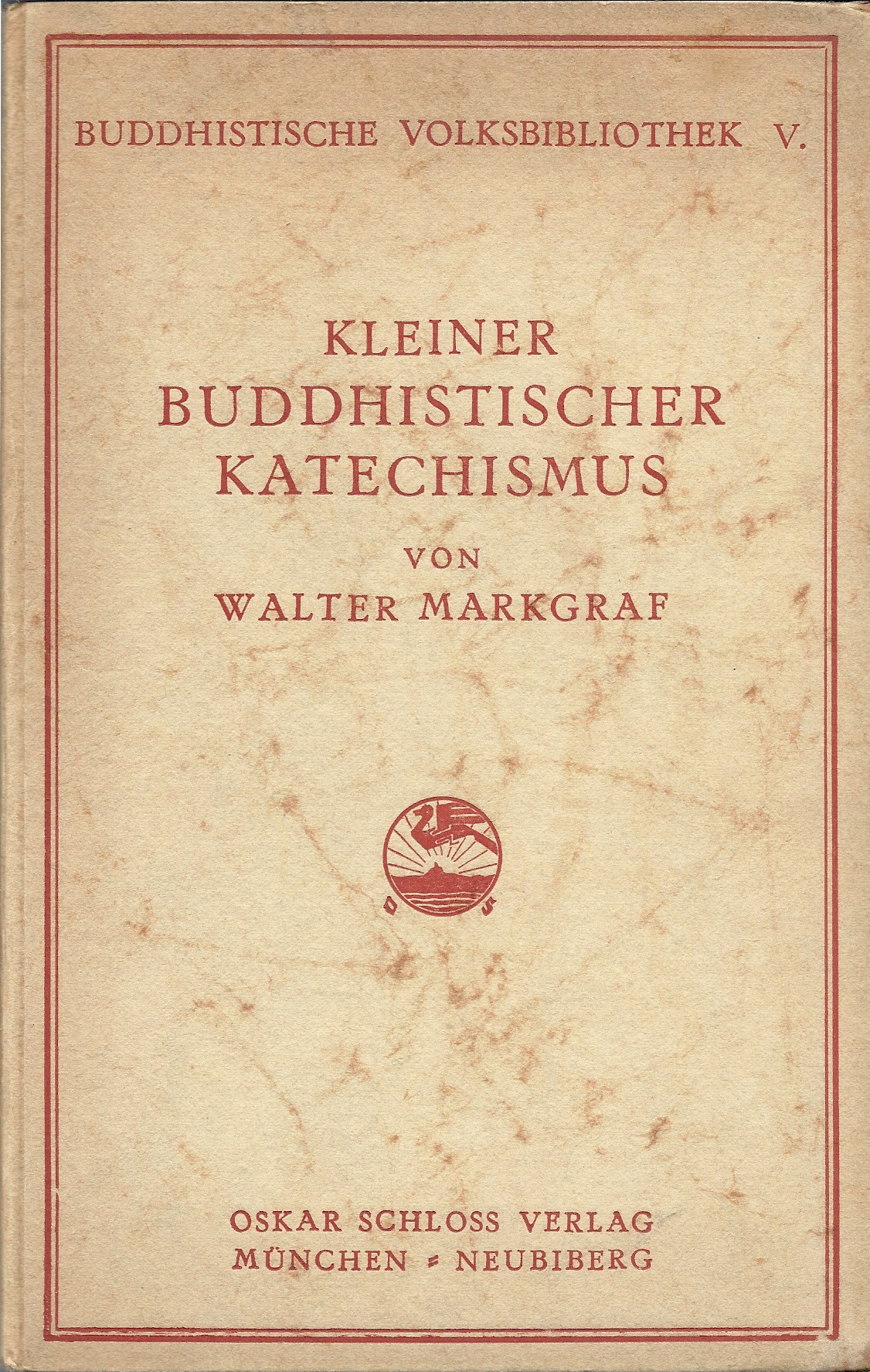
Buddhistischer Katechismus.

- Kleiner buddhistischer Katechismus (Piccolo catechismo buddista);
- Der Pfad der Wahrheit (Il sentiero della verità, Dhammapada)
- Aus Welt und Leid (Gedichte) (Dal mondo e dalla sofferenza, Poesie)